# 硬齒鯨
硬齒鯨（意思是「矛狀的齒」），是在埃及沙漠一處著名的化石灣發現的第二種鯨類，當牠們剛被發現時，古生物學家還以為牠們是械齒鯨的幼鯨。硬齒鯨長16英呎，為保護幼鯨牠們可能會像現代鯨類一樣在海中生育，但幼鯨似乎沒有得到足夠的保護，而遭遇到體型較大的親戚：械齒鯨(古鯨亞目的一種，同樣存於始新世，體型是硬齒鯨的5倍，肉食)的攻擊。雖然沒有明確的證據顯示械齒鯨會攻擊硬齒鯨，但有能力攻擊當時稱得上體型龐大的硬齒鯨的海洋生物只有械齒鯨這類的大型海洋生物。